# Еднорог (издателство)
Издателство „Еднорог“ е частно издателство в България, основано през 1997 година от Боряна Джанабетска, преводач и редактор, завършила английска филология в СУ „Св. Климент Охридски“.

## Издания
„Еднорог“ ориентира издателската си политика към качествената популярна литература, с известни предпочитания в областта на криминалния жанр (класически и исторически криминални романи), историческите романи, психологическите трилъри, документалистиката, народопсихологията, хумора и пътеписите.
Един от фокусите на издателство „Еднорог“ е съвременната шотландска литература. Издателството представя на българската публика най-големите имена на тази литература – сред тях Алистър Грей, Мишел Фейбър, Вал Макдърмид.
Едни от най-популярните автори, утвърдени от „Еднорог“ на българския пазар, са двама от майсторите на интелектуалния трилър – испанецът Артуро Перес-Реверте и руският виртуоз на историческия криминален роман Борис Акунин.
Сред авторите на „Еднорог“ е и нашумелият турски писател Орхан Памук, както и изключително популярният и уважаван политически наблюдател на Би Би Си, журналистът Джеръми Паксман. А също и майсторките на историческия роман Филипа Грегъри и Хилари Мантел.